# Sinistra Italiana
Sinistra Italiana (kurz SI, deutsch „Italienische Linke“) ist eine linke, demokratisch-sozialistische Partei in Italien.
Sie wurde 2017 gegründet und folgte der Transformation der Sinistra Ecologia Libertà.
Zur Europawahl 2024 nominierte die SI im Wahlbündnis Alleanza Verdi e Sinistra (AVS) mit Europa Verde die zum Zeitpunkt in Ungarn inhaftierte Lehrerin Ilaria Salis als gemeinsame Listenkandidatin, um für sie politische Immunität zu erwirken.

## Wahlergebnisse
| Wahl                  | Wahl               | Stimmen                      | %                            | Mandate |
| --------------------- | ------------------ | ---------------------------- | ---------------------------- | ------- |
| Parlamentswahlen 2018 | Abgeordnetenkammer | In Liberi e Uguali           | In Liberi e Uguali           | 3 / 630 |
| Parlamentswahlen 2018 | Senat              | In Liberi e Uguali           | In Liberi e Uguali           | 1 / 315 |
| Europawahl 2019       | Europawahl 2019    | In La Sinistra               | In La Sinistra               | 0 / 76  |
| Parlamentswahlen 2022 | Abgeordnetenkammer | In Alleanza Verdi e Sinistra | In Alleanza Verdi e Sinistra | 4 / 400 |
| Parlamentswahlen 2022 | Senat              | In Alleanza Verdi e Sinistra | In Alleanza Verdi e Sinistra | 2 / 200 |
| Europawahl 2024       | Europawahl 2024    | In Alleanza Verdi e Sinistra | In Alleanza Verdi e Sinistra | 2 / 76  |